# 司天峰
司天峰（1984年6月17日—）生于山东省新泰市，是一名中国男子田径运动员，他曾在2012年夏季奥林匹克运动会上获得男子50公里竞走项目银牌。

## 外部連結
- 司天峰在的頁面